# Steenisia
Steenisia là một chi thực vật có hoa trong họ Thiến thảo (Rubiaceae).

## Loài
Chi Steenisia gồm các loài: